# Alleins
Alleins é uma comuna francesa na região administrativa da Provença-Alpes-Costa Azul, no departamento de Bouches-du-Rhône. Estende-se por uma área de 16,78 km². Em 2010 a comuna tinha 2 568 habitantes (densidade: 153 hab./km²).